# Der Mann, der Gott verklagte
Der Mann, der Gott verklagte ist eine australische Filmkomödie aus dem Jahr 2001.

## Handlung
Das Boot des Fischers Steve Myers wird durch einen Blitz zerstört. Er will den Schaden von der Versicherung ersetzt bekommen, doch diese verweigert eine Zahlung mit dem Verweis auf höhere Gewalt (englisch „act of God“). Steve will diese Einschätzung nicht akzeptieren und beschließt gegen den Widerstand seiner Verwandten und Freunde, Gott zu verklagen. Als dessen Repräsentanten zerrt er die Kirche vor Gericht. Dabei erhält er Unterstützung von der Journalistin Anna Redmond.
Das Gericht nimmt den absurd erscheinenden Antrag an. Anna mobilisiert die Medien, indem sie Steve in eine Talkshow schickt. Außerdem sprechen Anna und Steve mit anderen Menschen, die von höherer Gewalt betroffen waren. In der Kirche breitet sich zunehmende Unruhe aus, weil im Falle einer juristischen Niederlage unermessliche finanzielle Forderungen auf die Vertreter Gottes zukämen. Wenn auch all die Schäden durch höhere Gewalt durch Gott verursacht wurden, muss die Kirche dafür bezahlen – oder klarstellen, dass es keinen Gott gibt.
Der Fall wird plötzlich komplizierter, als sich herausstellt, dass die Journalistin persönliche Rachegelüste gegen die Versicherungsbranche hegt. Doch Steve schockiert die Kirchenvertreter, indem er plötzlich die Klage zurückzieht. Er verweist darauf, dass Gott ihn zu seiner großen Liebe geführt habe.

## Hintergrund
Regisseur Mark Joffe wies in einem Interview auf den direkten Bezug zur Realität hin („it’s so grounded in reality“). Es gab – einige Jahre nach Veröffentlichung des Films – tatsächlich Fälle, in denen Gott vor Gericht verklagt wurde.
- Im rumänischen Timișoara reichte ein Mörder, der zu zwanzig Jahren Haft verurteilt war, Klage gegen Gott ein, weil dieser mit ihm bei der Taufe einen Vertrag als Beschützer vor allem Bösen abgeschlossen habe. Das Gericht wies die Klage ab, weil Gott keine juristische Person sei.[2]
- In Omaha verklagte Senator Ernie Chambers den allgegenwärtigen Gott, weil dieser mit zahlreichen Katastrophen vielen Menschen Schaden zufüge und dies laut Bibel auch zukünftig tun werde. Der Senator wollte damit zeigen, dass es möglich sei, jeden vor Gericht zu stellen.[3]

## Kritiken
Der film-dienst sieht „ein Märchen, dessen Spaßfaktor im krassen Gegensatz zum oberflächlichen Umgang des Drehbuchs mit seinem Sujet steht“.

## Auszeichnungen
2002 Nominierung für den AFI Award des Australian Film Institute